# Андронов, Сергей Владимирович
Серге́й Влади́мирович Андро́нов (род. 19 июля 1989, Пенза) — российский хоккеист, центральный нападающий. Олимпийский чемпион 2018 года. Заслуженный мастер спорта России.

## Карьера
Воспитанник пензенского хоккея. Тренер — Владимир Лохматов. Начал карьеру во втором составе местного клуба «Дизель».
Через год перебрался в Тольятти, где подписал контракт с «Ладой».
В «Ладе», под руководством Петра Воробьева, продолжал играть до 2010 года, а во второй половине сезона КХЛ 2009/2010 перешёл в ЦСКА. В составе «Красной Армии» обладатель Кубка Харламова 2011 года.
В 2009 году был выбран в третьем раунде под общим 78-м номером клубом «Сент-Луис Блюз»
С 2012 по 2014 года выступал в АХЛ. Он провел один сезон в «Пеория Ривермэн», в другом сезоне 2013—2014 играл за клуб АХЛ «Чикаго Вулвз». Набрал 45 (21+24) очков в 117 матчах АХЛ
В 2014 году снова подписал контракт с ЦСКА. В сезоне 2014/15 сыграл 45 матчей и набрал 12 очков по системе гол+пас.
В сезоне 2014/15 сыграл за сборную России на этапе Евротура 5 игр (0 очков). В сезоне 2015/16 сыграл за сборную России на этапе Евротура 7 игр (0 очков). В сезоне 2016/17 сыграл за сборную России на этапе Евротура и чемпионате Мира 15 игр (5 очков, 2+3).
В 2018 году стал олимпийским чемпионом, провел на турнире 6 игр, набрал 4 очка (0+4).
С 2018 года капитан ЦСКА. Обладатель Кубка Гагарина.
Был вызван в сборную России на чемпионат мира 2019 года. Сыграл 10 матчей, забросил одну шайбу, завоевал бронзовые медали.
В ноябре 2021 года стал рекордсменом по играм за ХК ЦСКА — 536 матчей.
В мае 2022 года покинул ЦСКА, отыграв 568 игр, в которых набрал 128 (78+50) очков.
Подписал контракт до окончания сезона 2023/24 с ХК «Локомотив». В сезоне 2022/23 набрал 15 очков (6+9) в 66 матчах регулярного сезона. В плей-офф сыграл 12 матчей и не набрал ни очка. В сезоне 2023/24 набрал 18 очков (7+11) в 59 матчах при показателе полезности +2. В плей-офф в 20 матчах набрал 2 очка (1+1) при показателе полезности +3, «Локомотив» в финале Кубка Гагарина уступил «Металлургу».
30 апреля 2024 года в качестве свободного агента перешёл в СКА. Первый матч за СКА в КХЛ провёл 5 сентября 2024 года.
25 июля 2025 года был обменян в «Салават Юлаев»

## Личная жизнь
Отец Владимир Николаевич Андронов. Мать Ольга Анатольевна Андронова.
Жена Анастасия, дочь Алина, дочь Есения, дочь Нонна .

## Статистика
| Легенда | Легенда                    | Легенда | Легенда                   | Легенда | Легенда    |
| ------- | -------------------------- | ------- | ------------------------- | ------- | ---------- |
| И       | Количество проведённых игр | Штр     | Штрафное время            | +/−     | Плюс-минус |
| Г       | Голы                       | П       | Голевые передачи          | О       | Очки       |
| -       | Статистика неизвестна      | —       | Статистика не учитывалась |         |            |

## Достижения

### Командные
Юниорская карьера
| Год  | Команда       | Достижение                 | Достижение |
| ---- | ------------- | -------------------------- | ---------- |
| 2011 | Красная Армия | Обладатель Кубка Харламова |            |

КХЛ
| Год                                | Команда | Достижение                      |
| ---------------------------------- | ------- | ------------------------------- |
| 2015, 2016, 2017, 2019, 2020, 2021 | ЦСКА    | Обладатель Кубка Континента (6) |
| 2019, 2022                         | ЦСКА    | Обладатель Кубка Гагарина       |

В сборной
|            | Команда         | Достижение                                   |
| ---------- | --------------- | -------------------------------------------- |
| 2007       | Россия (юниор.) | Победитель юниорского чемпионата мира        |
| 2009       | Россия (мол.)   | Бронзовый призёр молодёжного чемпионата мира |
| 2017, 2019 | Россия          | Бронзовый призёр чемпионата мира (2)         |
| 2018       | ОСР             | Олимпийский чемпион                          |
| 2022       | ОСР             | Серебряный призер Олимпийских игр            |

## Награды
- Орден Дружбы (27 февраля 2018 года) — за высокие спортивные достижения на XXIII Олимпийских зимних играх 2018 года в городе Пхенчхане (Республика Корея), проявленные волю к победе, стойкость и целеустремленность[14].
- Медаль ордена «За заслуги перед Отечеством» I степени (25 февраля 2022 года) — за высокие спортивные достижения, волю к победе, стойкость и целеустремлённость, проявленные на XXIV Олимпийских зимних играх 2022 года в городе Пекине (Китайская Народная Республика)[15].
- Заслуженный мастер спорта России (2018).